# Mailly-le-Camp
Mailly-le-Camp is een gemeente in het Franse departement Aube (regio Grand Est). De plaats maakt deel uit van het arrondissement Troyes. Mailly-le-Camp telde op 1 januari 2022 2.012 inwoners.

## Toponymie
Het dorp heeft door de eeuwen heen verschillende namen gehad: Mailliacus vanaf 859, Mailli vanaf 1181, Maillacum vanaf 1201, Mailleyum vanaf 1292, Mailley vanaf 1293, Mailly vanaf 1504 en uiteindelijk Mailly-le-Camp vanaf 1905.

## Geografie
De oppervlakte van Mailly-le-Camp bedroeg op 1 januari 2022 42,7 vierkante kilometer; de bevolkingsdichtheid was toen 47,1 inwoners per km².
De onderstaande kaart toont de ligging van Mailly-le-Camp met de belangrijkste infrastructuur en aangrenzende gemeenten.

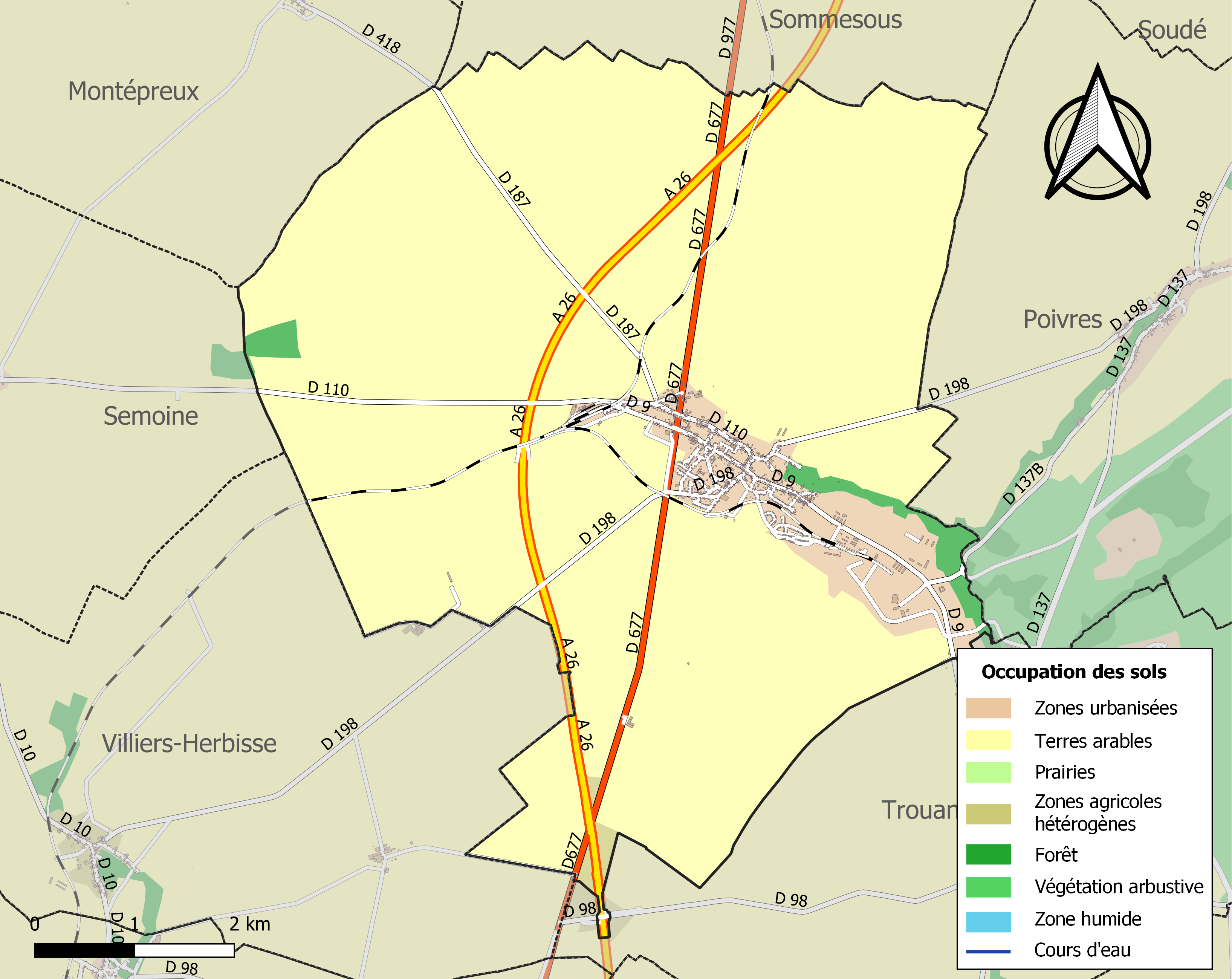

## Demografie
Onderstaande figuur toont het verloop van het inwonertal (bron: INSEE-tellingen).

Vanwege een beveiligingsprobleem met de MediaWiki Graph-software is het momenteel niet mogelijk deze grafiek weer te geven. Zodra de software is bijgewerkt zal de grafiek vanzelf weer zichtbaar worden.